# Hymenomycetes
Classe
Hymenomycetes, ou les Hyménomycètes,, (du grec ὑμήν, via le latin hymen, « membrane, voile », et de μύκης « champignon ») étaient la plus grande classe de champignons dans le phylum Basidiomycota mais le terme n'a plus de pertinence taxinomique.
Le terme se référait à des champignons présentant un hyménium librement exposé et se développant sans être enfermé ou alors seulement par un voile. Dans toutes les espèces de ce groupe, les spores se trouvent toujours placées à l'extérieur du champignon ou tout au moins sur une surface en communication naturelle avec l'air extérieur. La partie charnue du chapeau qui porte l'hyménium est appelée « hyménophore ». Ce groupe est aujourd’hui considéré comme polyphylétique puisque les Ascomycètes portent également un hyménium fertile.
Ce groupe comprenait la plupart des organismes que l'on appelle communément « champignons », en particulier les champignons à chapeau, soit près de 5 000 espèces et quelque 675 genres. Il était divisé en deux sous-classes : les Phragmobasidiomycetidae (ou Heterobasidiomycetidae), qui présentent des basides cloisonnées, comprenaient notamment les Auriculariales avec des cloisons transversales et les Tremellale avec des cloisons longitudinales. Les Holobasidiomycetidae (ou Homobasidiomycetidae), qui présentent des basides entières, comprenaient notamment les ordres des Tremellales, des Aphyllophorales, des Agaricales des Boletales, des Polyporales et des Russulales.
Selon les sources, la classe des Hymenomycetes correspondrait soit à la classe des Agaricomycetes, soit à celle des Basidiomycetes ou à la sous-division des Agaricomycotina.
Le nom d’hyménomycète a été popularisé par la bande dessinée Ducobu, dans la dictée de Monsieur Latouche : « Quelle belle cueillette nous fîmes, quelques hyménomycètes […] ».

## Référentes taxinomiques
- (en) Index Fungorum : Hymenomycetes Fr. 1838 (consulté le 2 octobre 2019)
- (fr + en) ITIS : Hymenomycetes (Nom accepté: Agaricomycetes) Non valide (consulté le 2 octobre 2019)
- (fr + en) ITIS : Agaricomycetes (consulté le 2 octobre 2019)
- (en) MycoBank : Hymenomycetes Fries (consulté le 2 octobre 2019)
- (en) Tree of Life Web Project : Hymenomycetes (consulté le 2 octobre 2019)